# Рокавей-бульвар (линия Фултон-стрит, Ай-эн-ди)
|   |   |   |   |   |
| · | · | · | · | · |

|   |   |   |   |   |
| · | · | · | · | · |

«Рокавей-бульвар» (англ. Rockaway Boulevard) — станция Нью-Йоркского метрополитена, расположенная на линии Фултон-стрит, Ай-эн-ди. Станция находится в Куинсе, в районе Озон-Парк, на пересечении Либерти-авеню и Рокавей-бульвара. На станции останавливаются маршруты: A (круглосуточно), S (челнок Рокавей-парка, в выходные летом) и S (челнок Леффертс-бульвара, ночью). Станция является северной конечной для маршрута S (челнок Рокавей-парка). Станция была открыта 25 сентября 1915 года в составе эстакадной линии компании BMT.
Станция представлена двумя боковыми платформами, обслуживающими только крайние пути трехпутного участка линии. Центральный путь не используется для регулярного сообщения. Станция отделана в бежевых тонах. К востоку от станции боковые пути раздваиваются: одна ветка продолжается прямо (маршруты A круглосуточно, кроме ночи, и S (челнок Леффертс-бульвара) ночью), а другая поворачивает на юг (маршруты A круглосуточно и S (челнок Рокавей-парка) в выходные летом). Неиспользуемый центральный путь не имеет сквозного продолжения: он вливается в два пути, поворачивающие на юг, а на ветке, продолжающейся прямо, заново образуется центральный путь, отходя от боковых путей.
Станция имеет два выхода. Оба работают круглосуточно. Турникетные павильоны обоих расположены в мезонинах под платформами. Существует возможность бесплатного перехода между платформами. Восточный выход ведёт к перекрестку Либерти-авеню и Рокавей Бульвара, второй — с 96-й улицей. Второй содержит только полноростовые турникеты.

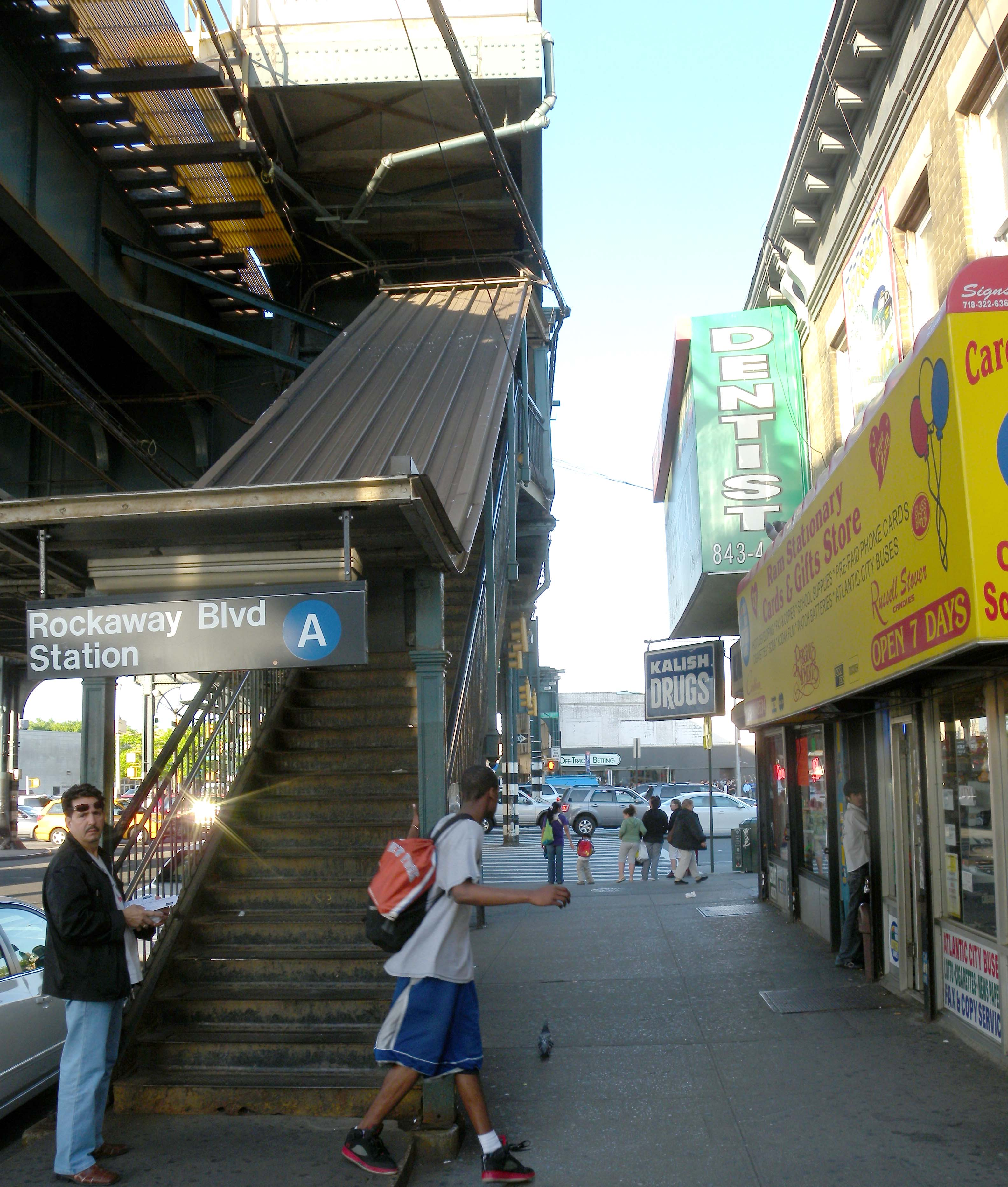
Западный выход